# Али Шафи
Али Хусеин Шафи (рођен 10. априла 1908, датум смрти непознат) био је египатски фудбалски везиста који је играо за Египат на Светском првенству у фудбалу 1934. Такође је играо за Замалек, и био је део египатског тима на Летњим олимпијским играма 1936. године, али није играо ни на једном мечу.